# Лайзанс, Олег
Оле́г Ла́йзанс (латыш. Oļegs Laizāns; род. 28 марта 1987, Рига) — латвийский футболист, полузащитник. Выступал за сборную Латвии.

## Биография
Играть в футбол Олег Лайзанс начал в юношеском футбольном центре «Сконто». В 2005 году он был заявлен за рижский клуб «Сконто», и в этом же году дебютировал в его составе в Высшей лиге Латвии.
В «Сконто» Олег Лайзанс играл вплоть до конца 2009 года, когда в ноябре того же года, вместе с ещё двумя сконтовцами — Игорем Козловым и Райвисом Хщановичем, отправился на просмотр в польский клуб «Лехия». Хотя «Лехия» не решилась заключать какие либо контракты с этими футболистами, но в начале 2010 года вновь пригласила Олега Лайзанса к себе, на повторный просмотр.
После трёхнедельного просмотра, клуб «Лехия» решил оставить в своих рядах Олега Лайзанса и арендовал его у «Сконто» до лета (конца сезона) с последующей возможностью его выкупа. Всего в составе бело-зелёных он провёл 8 матчей и отличился одним забитым голом.
После возвращения из аренды, Олегу Лайзансу поступило несколько предложений из некоторых азербайджанских и израильских клубов, которые он отклонил. Но «Сконто» выставил ему ультиматум либо принять чьё-то предложение, либо доиграть сезон в фарм-клубе «Олимп». Олег Лайзанс в конце концов решил доиграть сезон в аренде у «Гулбене 2005», в составе которого он стал чемпионом Первой лиги Латвии.
В начале 2011 года Олег Лайзанс перешёл в ряды «Вентспилса», заключив контракт на один сезон. В этом году он вместе с клубом сделал золотой дубль — став обладателем Кубка и чемпионом Латвии, а также он был признан лучшем футболистом и полузащитником Высшей лиги Латвии 2011 года.
В январе 2012 года Олег Лайзанс побывал на просмотре в венгерском клубе «Дьёр».
В июле 2012 года перешёл в российский клуб «Енисей», выступающий в Первенстве Футбольной Национальной Лиги.
В 2023 году завершил спортивную карьеру. Последним клубом футболиста, стал рижский «Супер Нова». В составе рижан провёл 26 матчей, отметившись одним забитым мячом.
Другом детства Олега Лайзанса является Герман Малиньш.

## Достижения
«Сконто»
- Серебряный призёр чемпионата Латвии: 2005
- Бронзовый призёр чемпионата Латвии (3): 2006, 2008, 2009
- Финалист Кубка Латвии: 2006
- Финалист Балтийской лиги: 2008

«Гулбене 2005»
- Чемпион Первой лиги Латвии: 2010

«Вентспилс»
- Чемпион Латвии: 2011
- Обладатель Кубка Латвии: 2011
- Финалист Балтийской лиги: 2011

Сборная Латвии
- Обладатель Кубка Балтии: 2012